# Сильвестр Думницький
Сильвестр Думницький (пом. 1746, Київ  — церковний діяч, у 1737—1740 роках ректор Києво-Могилянської академії.

## Життєпис
Біографічних відомостей про Силвестра Думницького збереглося дуже мало. Невідомими залишаються дата та місце народження, а також місце навчання. З 1728 року служив адвокатом у київського архієрея Варлаама Ванатовича.
У 1730-х роках був намісником Софійського монастиря.  9 серпня 1737 року призначений архімандритом Братського монастиря і водночас ректором Києво-Могилянської академії.
За період його ректорства було розбудовано основний корпус Академії — за проєктом Йогана Шеделя корпус було добудовано і 17 липня 1739 року освячено, а 11 листопада 1740 року, вже за нового ректора, освячено і Благовіщенську церкву. Також 1738 року було запроваджено викладання нових мов — грецької, німецької та єврейської.
2 вересня 1740 року переведений на посаду настоятеля Михайлівського Золотоверхого монастиря, де і помер 1746 року.